# Złotopieńska Dziura

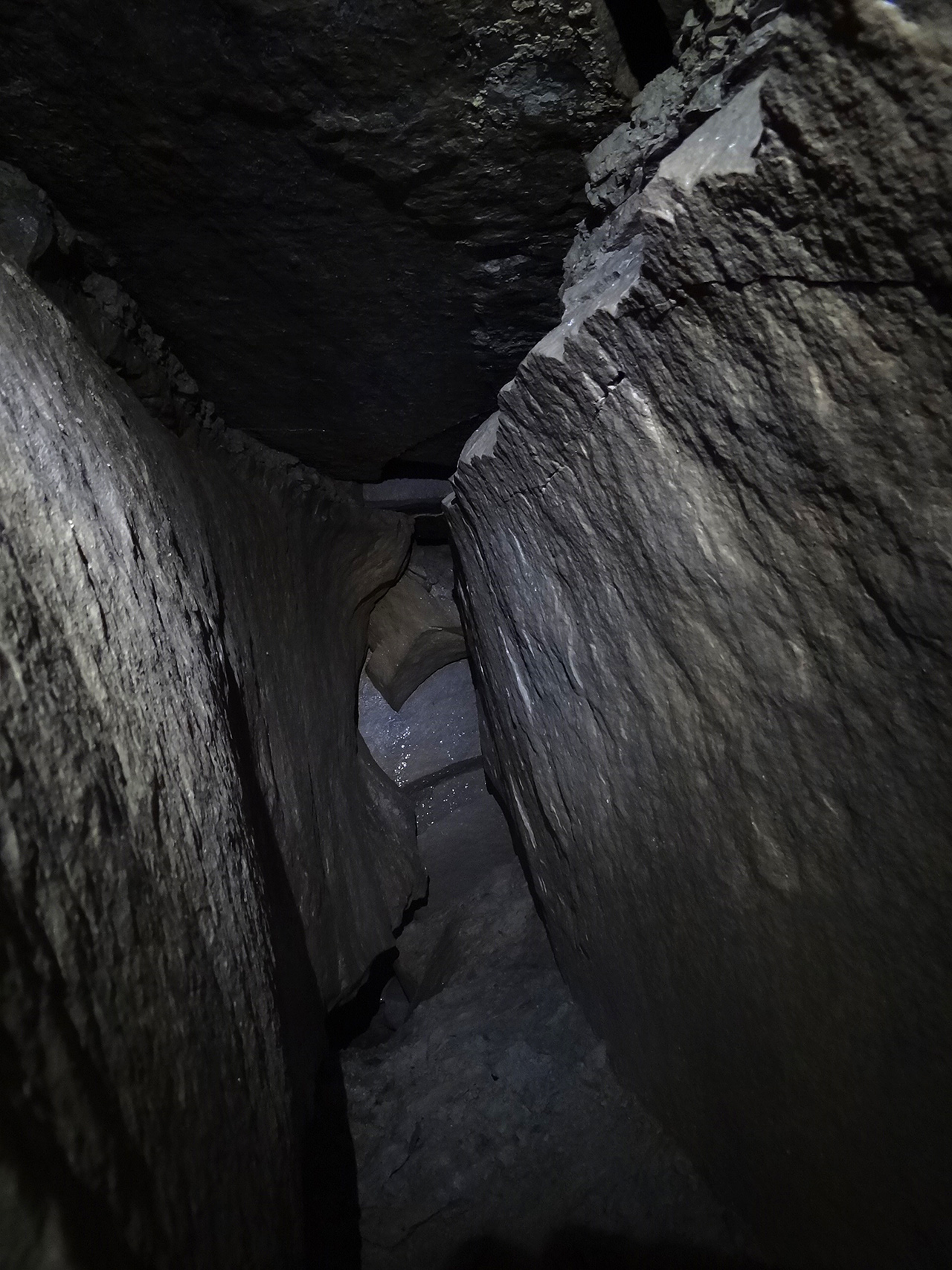

Złotopieńska Dziura – jaskinia w masywie Łopienia w Beskidzie Wyspowym. Znajduje się na wysokości około 770 m n.p.m. na północnych stokach, na dużym osuwisku zwanym Czartorysko.
Otwór wejściowy jaskini znajduje się kilkanaście metrów przed rzucającą się w oczy turniczką o wysokości kilku metrów. Samo dojście do jaskini jest łatwe, natomiast zwiedzanie niektórych jej partii jest trudne. Otwór wejściowy jest niewielki, za nim znajdują się dwie równoległe szczeliny. Lewa, z dwoma progami o wysokości ok. 1,5 m, prowadzi do nieregularnej Sali Złomisk. Ma ona średnią wysokość ok. 1 m, szerokość do 2 m i długość 3 m. W północno-zachodnim kierunku przedłużeniem tej sali jest niski, ciasny i rozgałęziony korytarzyk o długości około 6 m, natomiast przy południowo-wschodniej ścianie Sali Złomisk znajduje się studnia, którą można zejść do Sali Cyklistów. Sala ta ma jeszcze drugie połączenie z Salą Złomisk: przez pochylnię, 3-metrowej długości korytarzyk i kruchy 2,5-metrowej wysokości kominek z zaciskami.

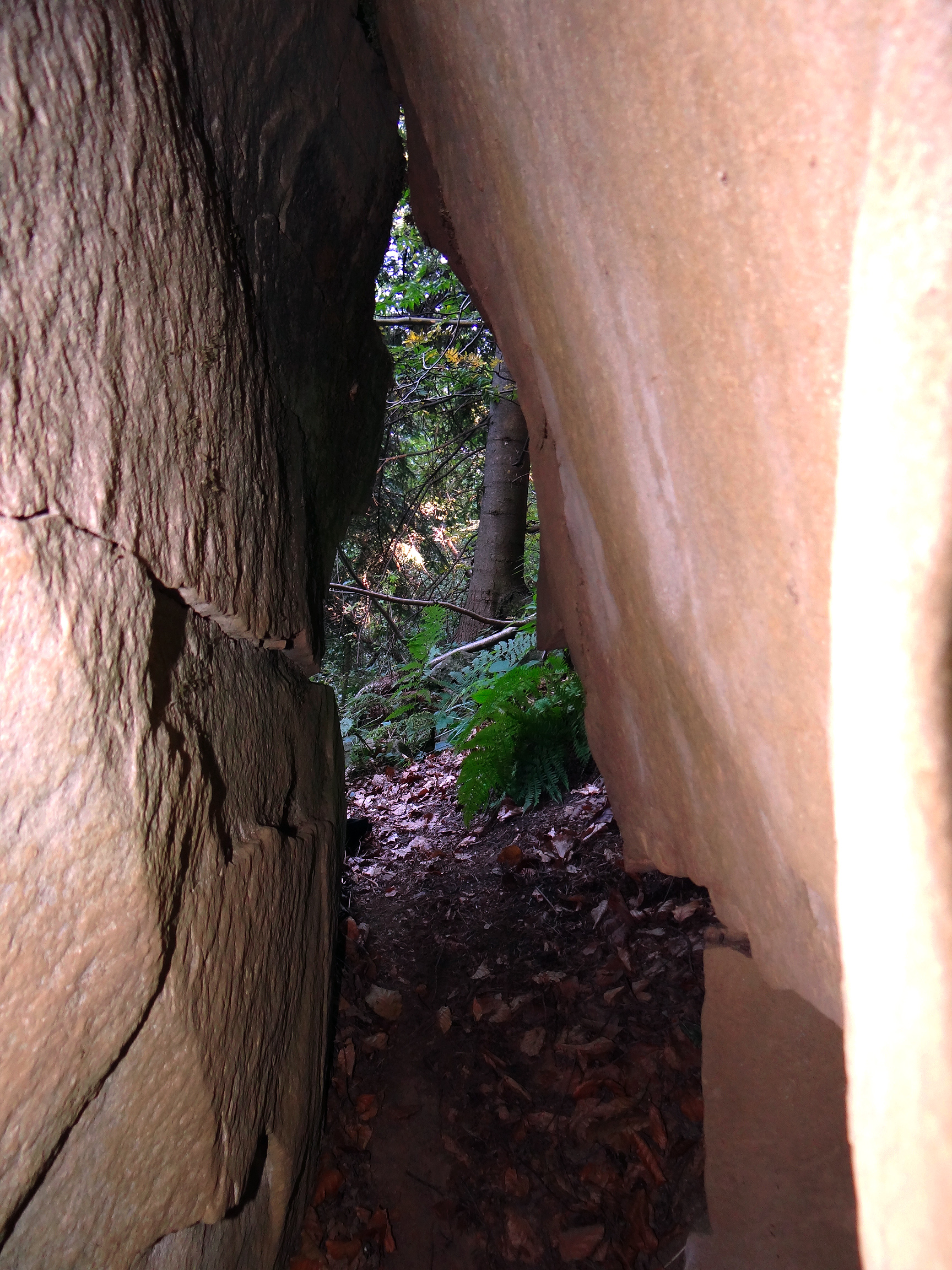
Otwór wejściowy do Złotopieńskiej Dziury

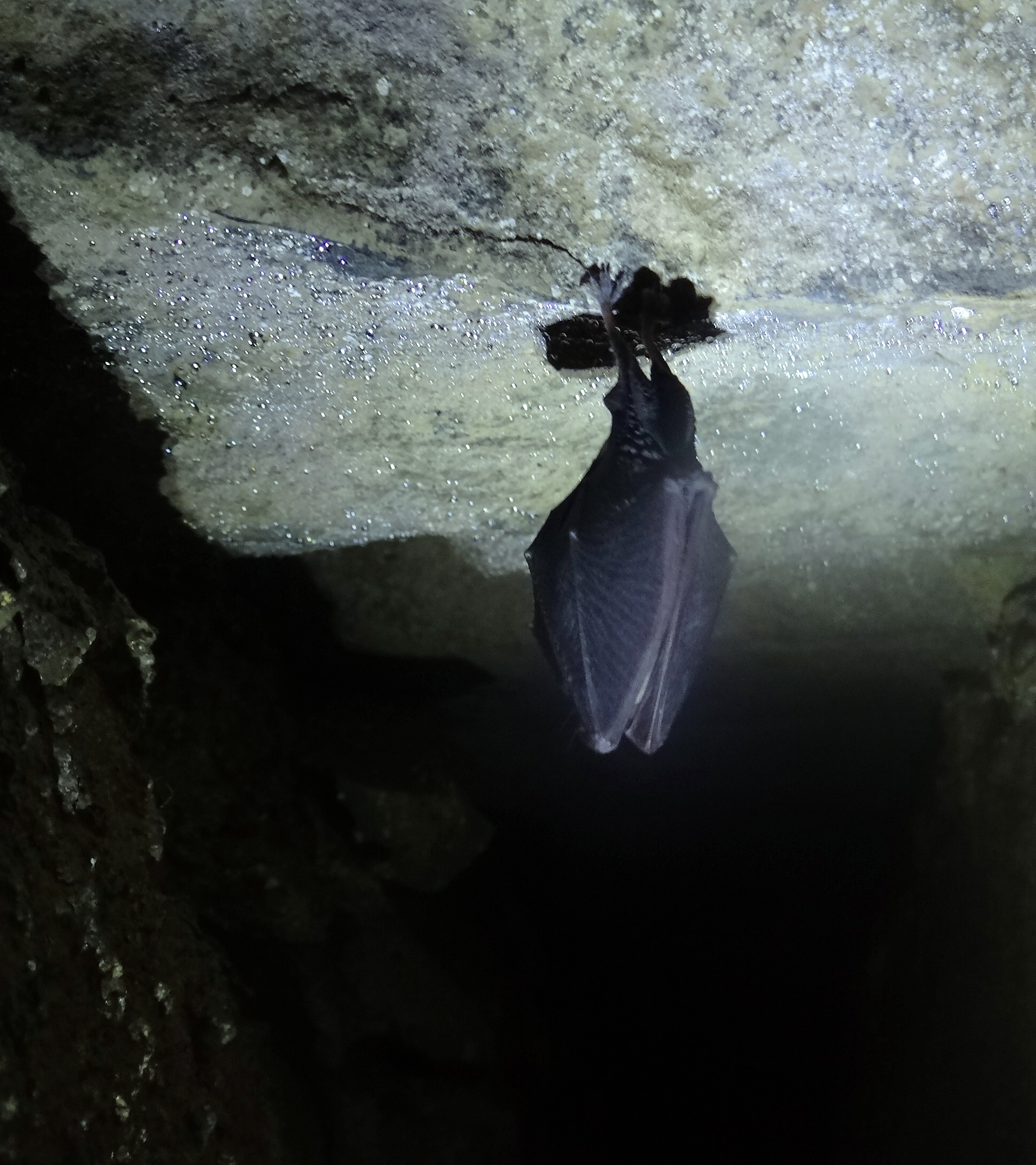
Nietoperz podkowiec mały w Złotopieńskiej Dziurze

Z Sali Cyklistów w dół odchodzi 3 m długości korytarz doprowadzający do sali zwanej Salonem. Ma ona wysokość około 4,5 m i szerokość do 2 m. Od Salonu odchodzi jeszcze w północno-wschodnim kierunku ślepy korytarzyk o długości 3 m.
W północnej części Sali Cyklistów jest ciasna, 1,5 m głębokości studzienka, od dna której odchodzi prosty korytarz zwany Pasażem, o długości 6 m, wysokości do 2 m i szerokości do 1 m. Kończy się on 1,5 m wysokości progiem, za którym znajduje się skrzyżowanie szczelin zwane Rynkiem.
Złotopieńska Dziura znajduje się w piaskowcach magurskich i jest pochodzenia osuwiskowego. Jej dno zawalone jest skalnym gruzem, jedynie w niektórych miejscach na dnie znajduje się glina. Światło słoneczne dochodzi do korytarzy Sali Złomisk. Zimą nie zamarza. Roślin brak, występują natomiast pająki i motyle, a zimą hibernują nietoperze nocek duży i podkowiec mały.
Jaskinię odkryli 8 lutego 1997 r. grotołazi: B. Bubula, R. Dadel, T. Kałuża, P. Lesiecki, B. Sułkowski, B. Szatkowski. Być może ktoś wcześniej ją zwiedzał, brak jednak wzmianki o tym w literaturze. Po raz pierwszy weszli do jaskini B. Bubula, P. Lesiecki i B. Sułkowski 27 marca 1997 r., a pomiary wykonał T. Mleczek 20 lipca 1997. On też sporządził plan jaskini.